# Europarlamentari pentru Regatul Unit 1994–1999
Aceasta este o listă a membrilor Parlamentului European pentru Regatul Unit pentru sesiunea 1994-1999, aranjați după nume.
| Nume                  | Partid          | Regiune                                |
| A                     |                 |                                        |
| Gordon Adam           | Lab             | Northumbria                            |
| B                     |                 |                                        |
| Richard Balfe         | Lab             | London South Inner                     |
| Roger Barton          | Lab             | Sheffield                              |
| Angela Billingham     | Lab             | Northamptonshire & Blaby               |
| David Bowe            | Lab             | Cleveland & Richmond                   |
| C                     |                 |                                        |
| Bryan Cassidy         | Con             | Dorset & East Devon                    |
| Giles Chichester      | Con             | Devon & East Plymouth                  |
| Ken Coates            | Lab             | Nottinghamshire North & Chesterfield   |
| Kenneth Collins       | Lab             | Strathclyde East                       |
| John Corrie           | Con             | Worcestershire & South Warwickshire    |
| Peter Crampton        | Lab             | Humberside                             |
| Christine Crawley     | Lab             | Birmingham East                        |
| Tony Cunningham       | Lab             | Cumbria & Lancashire North             |
| D                     |                 |                                        |
| Wayne David           | Lab             | South Wales Central                    |
| Alan Donnelly         | Lab             | Tyne and Wear                          |
| Brendan Donnelly      | Con (Ind) (PEC) | Sussex South & Crawley                 |
| E                     |                 |                                        |
| James Elles           | Con             | Buckinghamshire & Oxfordshire East     |
| Michael Elliott       | Lab             | London West                            |
| Robert Evans          | Lab             | London North West                      |
| Winnie Ewing          | SNP             | Highlands and Islands                  |
| F                     |                 |                                        |
| Alexander Falconer    | Lab             | Mid Scotland & Fife                    |
| Glyn Ford             | Lab             | Greater Manchester East                |
| G                     |                 |                                        |
| Pauline Green         | Lab             | London North                           |
| H                     |                 |                                        |
| David Hallam          | Lab             | Herefordshire & Shropshire             |
| Veronica Hardstaff    | Lab             | Lincolnshire & Humberside South        |
| Lyndon Harrison       | Lab             | Cheshire West & Wirral                 |
| Mark Hendrick         | Lab             | Lancashire Central                     |
| Michael Hindley       | Lab             | Lancashire South                       |
| Richard Howitt        | Lab             | Essex South                            |
| Stephen Hughes        | Lab             | Durham                                 |
| John Hume             | SDLP            | Northern Irelanda                      |
| J                     |                 |                                        |
| Caroline Jackson      | Con             | Wiltshire North & Bath                 |
| K                     |                 |                                        |
| Edward Kellett-Bowman | Con             | Itchen, Test and Avon                  |
| Hugh Kerr             | Lab (Ind) (SSP) | Essex West & Hertfordshire East        |
| Glenys Kinnock        | Lab             | South Wales East                       |
| L                     |                 |                                        |
| Alfred Lomas          | Lab             | London North East                      |
| M                     |                 |                                        |
| Allan Macartney       | SNP             | North East Scotland                    |
| David Martin          | Lab             | Lothians                               |
| Graham Mather         | Con             | Hampshire North & Oxford               |
| Arlene McCarthy       | Lab             | Peak District                          |
| Michael McGowan       | Lab             | Leeds                                  |
| Anne McIntosh         | Con             | Essex North & Suffolk South            |
| Hugh McMahon          | Lab             | Strathclyde West                       |
| Edward McMillan-Scott | Con             | North Yorkshire                        |
| Eryl McNally          | Lab             | Bedfordshire & Milton Keynes           |
| Thomas Megahy         | Lab             | Yorkshire South West                   |
| Bill Miller           | Lab             | Glasgow                                |
| James Moorhouse       | Con (L Dem)     | London South & Surrey East             |
| Eluned Morgan         | Lab             | Mid and West Wales                     |
| David Morris          | Lab             | South Wales West                       |
| Simon Murphy          | Lab             | Midlands West                          |
| N                     |                 |                                        |
| Clive Needle          | Lab             | Norfolk                                |
| Stan Newens           | Lab             | London Central                         |
| Edward Newman         | Lab             | Greater Manchester Central             |
| Jim Nicholson         | UUP             | Northern Irelanda                      |
| O                     |                 |                                        |
| Christine Oddy        | Lab             | Coventry & North Warwickshire          |
| P                     |                 |                                        |
| Ian Paisley           | DUP             | Northern Irelanda                      |
| Roy Perry             | Con             | Wight & Hampshire South                |
| Lord Plumb            | Con             | The Cotswolds                          |
| Anita Pollack         | Lab             | London South West                      |
| James Provan          | Con             | South Downs West                       |
| R                     |                 |                                        |
| Imelda Read           | Lab             | Nottingham & Leicestershire North West |
| S                     |                 |                                        |
| Barry Seal            | Lab             | Yorkshire West                         |
| Brian Simpson         | Lab             | Cheshire East                          |
| Peter Skinner         | Lab             | Kent West                              |
| Alex Smith            | Lab             | South Of Scotland                      |
| Tom Spencer           | Con (Ind)       | Surrey                                 |
| Shaun Spiers          | Lab             | London South East                      |
| John Stevens          | Con (Ind) (PEC) | Thames Valley                          |
| Kenneth Stewart       | Lab             | Merseyside West                        |
| Jack Stewart-Clark    | Con             | East Sussex & Kent South               |
| Robert Sturdy         | Con             | Cambridgeshire                         |
| T                     |                 |                                        |
| Michael Tappin        | Lab             | Staffordshire West & Congleton         |
| Robin Teverson        | Lib Dem         | Cornwall & West Plymouth               |
| David Thomas          | Lab             | Suffolk & South West Norfolk           |
| Gary Titley           | Lab             | Greater Manchester West                |
| John Tomlinson        | Lab             | Birmingham West                        |
| Carole Tongue         | Lab             | London East                            |
| Peter Truscott        | Lab             | Hertfordshire                          |
| W                     |                 |                                        |
| Susan Waddington      | Lab             | Leicester                              |
| Graham Watson         | Lib Dem         | Somerset & North Devon                 |
| Mark Watts            | Lab             | Kent East                              |
| Norman West           | Lab             | Yorkshire South                        |
| Ian White             | Lab             | Bristol                                |
| Phillip Whitehead     | Lab             | Staffordshire East & Derby             |
| Joe Wilson            | Lab             | North Wales                            |
| Terry Wynn            | Lab             | Merseyside East & Wigan                |

## Alegeri speciale

### 1996
- 12 decembrie: Merseyside, West - Richard Corbett (Laburist), l-a înlocuit pe Kenneth Stewart (decedat)

### 1998
- 7 mai: Yorkshire, South - Linda McAvan (Laburist), l-a înlocuit pe demisionarul Norman West
- 7 mai: Scotland, North East - Ian Hudghton (SNP), l-a înlocuit pe Allan Macartney (decedat)

## Changes of Allegiance
- Ken Coates and Hugh Kerr had the Labour whip suspended in January 1998 when they joined the Green group in the Parlamentul European; Kerr subsequently joined the Scottish Socialist Party.
- James Moorhouse changed from Conservative to Liberal Democrat on October 8, 1998.
- Brendan Donnelly and John Stevens resigned from the Conservative Party in January 1999 and subsequently established the Pro-Euro Conservative Party.
- Tom Spencer had the Conservative whip suspended on January 31, 1999.